# Делта (окръг, Колорадо)
Вижте пояснителната страница за други значения на Делта.
Окръг Делта (на английски: Delta County) е окръг в щата Колорадо, Съединени американски щати. Площта му е 2976 km², а населението - 30 568 души (2017). Административен център е град Делта.

## Градове
- Орчард Сити
- Паония
- Сидъредж